# Damsels in Distress
Damsels in Distress é um filme americano de comédia, escrito e dirigido por Whit Stillman. Estrelado por Greta Gerwig e Adam Brody.

## Elenco
| Ator                | Papel         |
| ------------------- | ------------- |
| Greta Gerwig        | Violet Wister |
| Adam Brody          | Charlie       |
| Analeigh Tipton     | Lily          |
| Carrie MacLemore    | Heather       |
| Megalyn Echikunwoke | Rose          |
| Hugo Becker         | Xavier        |
| Ryan Metcalf        | Frank         |
| Billy Magnussen     | Thor          |